# As It Happened
As It Happened er en amerikansk dramastumfilm fra 1915 i sort-hvid med Harry Carey.

## Medvirkende
- Harry Carey
- Claire McDowell
- L. M. Wells – Louis Wells